# Erigeron uniflorus
La cespica uniflora (nome scientifico Erigeron uniflorus L., 1753) è una specie di pianta angiosperma dicotiledone della famiglia delle Asteraceae (sottofamiglia Asteroideae, tribù Astereae (North American lineage) e sottotribù Conyzinae).

## Etimologia
Il nome generico (Erigeron) deriva da due parole greche: "eri" (= precoce, sollecito, presto) e "geron" (= vecchio), richiamandosi forse al pappo di alcune specie che invecchiando diventa grigio oppure al breve periodo della sua fioritura. L'epiteto specifico (uniflorus) deriva dal latino e significa un solo fiore per pianta.
Il binomio scientifico attualmente accettato (Erigeron uniflorus) è stato proposto da Carl von Linné (1707–1778) biologo e scrittore svedese, considerato il padre della moderna classificazione scientifica degli organismi viventi, nella pubblicazione ”Species Plantarum” del 1753.

## Descrizione

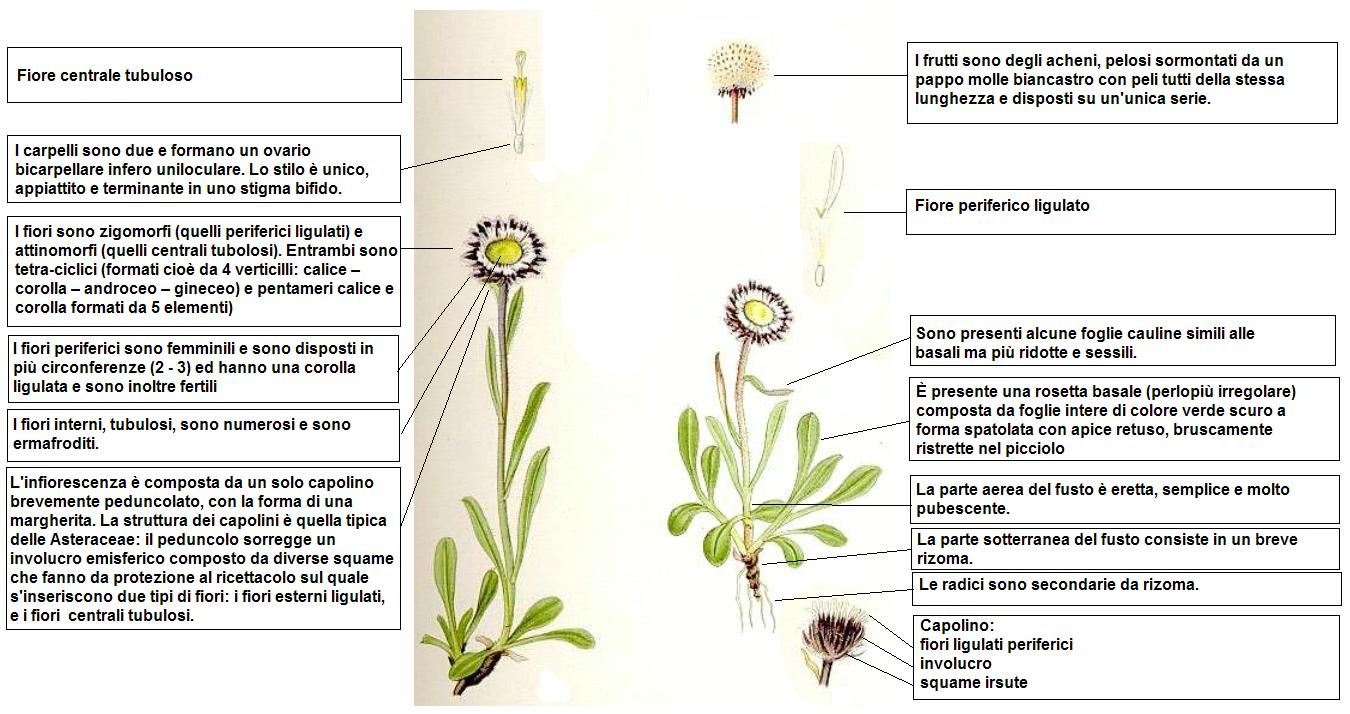
Descrizione delle parti della pianta

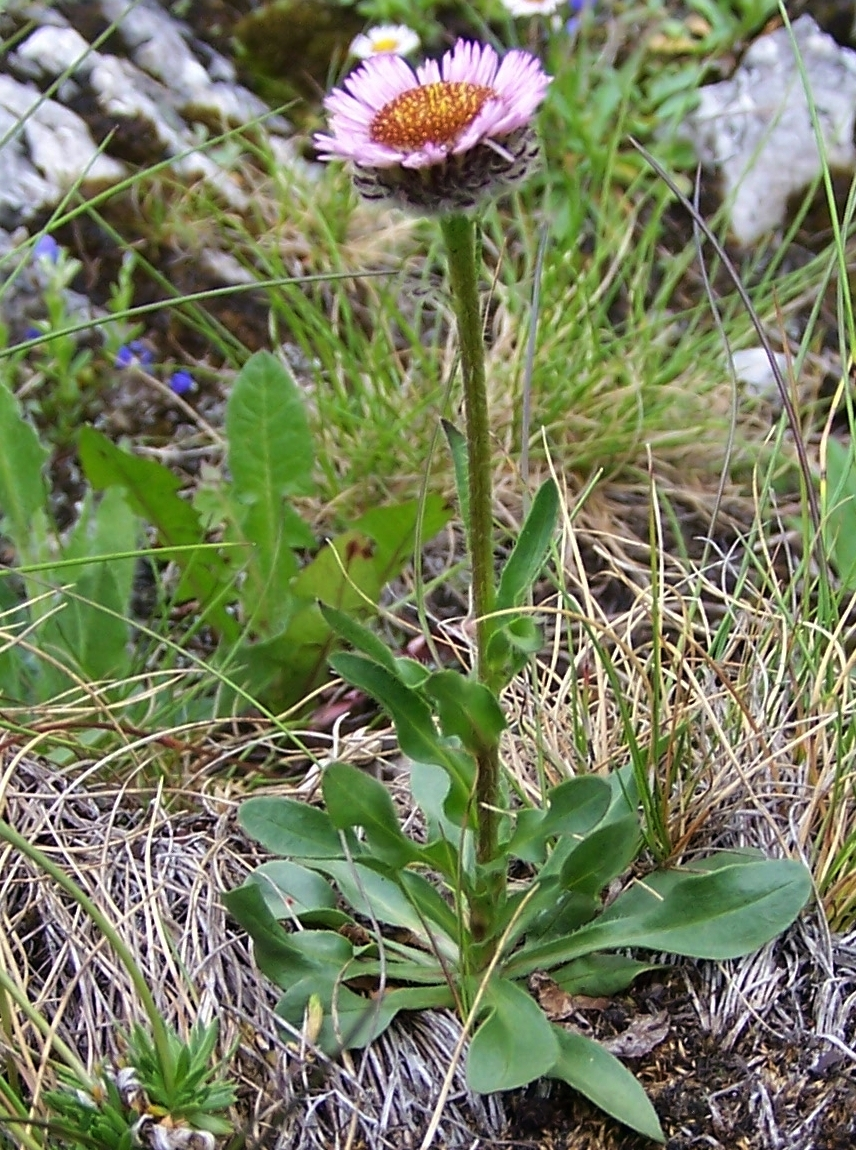
Il portamento

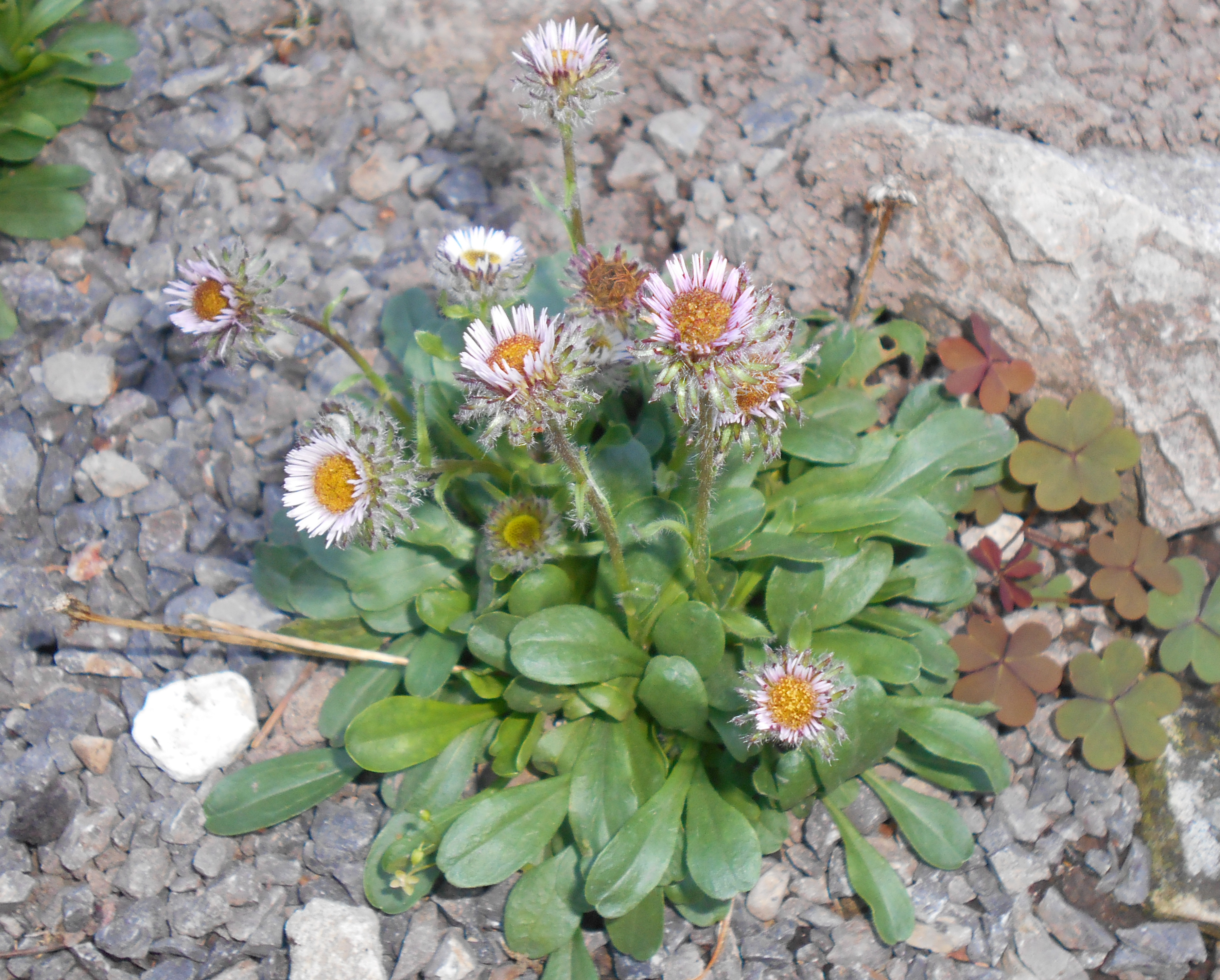
Le foglie

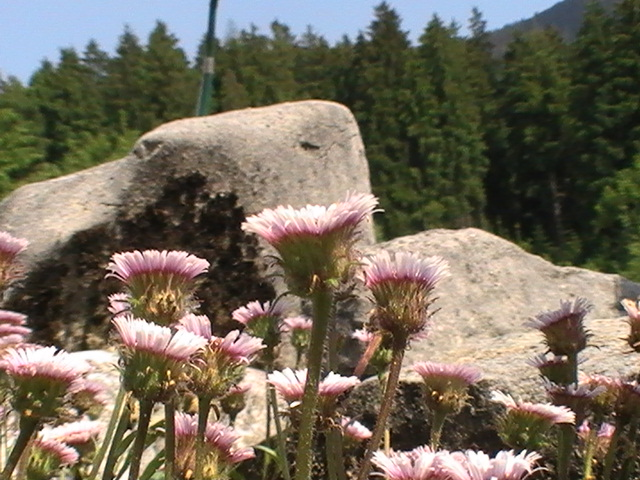
Capolini con involucri irsuti

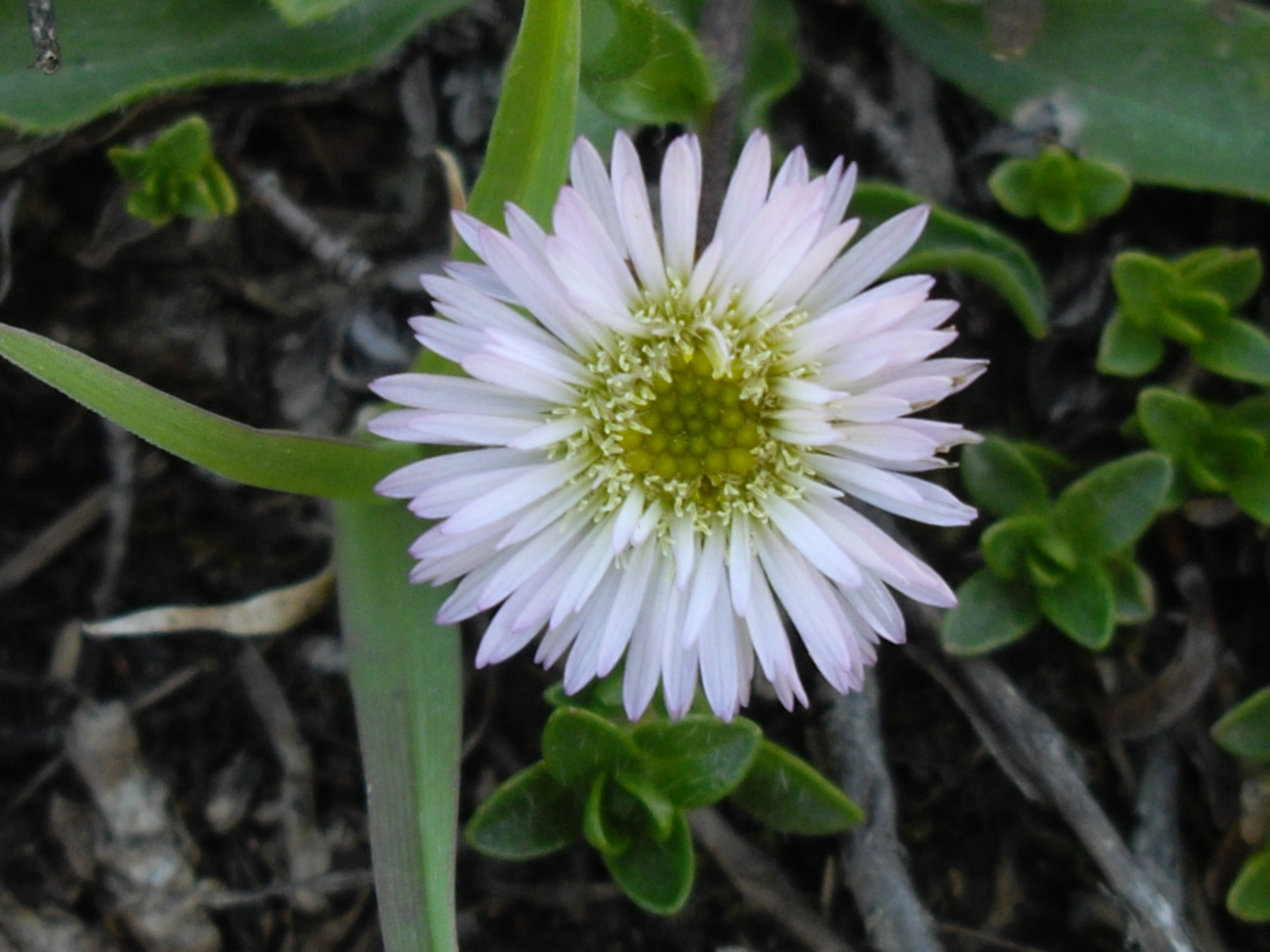
I fiori

Portamento. Sono piante erbacee non molto alte con ciclo biologico perenne. La forma biologica prevalente è definita come emicriptofita scaposa (H scap): ossia sono piante perennanti per mezzo di gemme al livello del terreno e con asse fiorale di tipo cespitoso. Tutta la pianta è cosparsa da peli lanosi contorti.
Radici. Le radici sono secondarie da rizoma.
Fusto. Queste piante possono arrivare fino ad una altezza compresa tra 2 e 6 cm (massimo 20 cm). 
- Parte ipogea: la parte sotterranea del fusto consiste in un breve rizoma.
- Parte epigea: la parte aerea del fusto è eretta, semplice e molto pubescente (peli lanosi irti).

Foglie. È presente una rosetta basale (perlopiù irregolare) composta da foglie intere di colore verde scuro a forma spatolata con apice retuso, bruscamente ristrette nel picciolo, e alcune foglie cauline simili alle basali ma più ridotte e sessili. Dimensione delle foglie basali: larghezza 4 – 7 mm; lunghezza 20 – 40 mm.
Infiorescenza. Le sinflorescenze sono singole (un solo capolino). Le infiorescenze vere e proprie sono composte da un capolino terminale brevemente peduncolato di tipo radiato. I capolini sono formati da un involucro, con forma a coppa di Champagne, composto da diverse brattee, al cui interno un ricettacolo fa da base ai fiori di due tipi: fiori del raggio e fiori del disco. Le brattee, con forme strettamente lanceolate (sono larghe fino a 1,5 mm), diseguali (o no) fra di loro, a consistenza da fogliacea, con margini scariosi, con superficie pelosa (quasi irsuta), sono disposte in modo più o meno embricato e scalato su 2 - 3 serie. Il ricettacolo è nudo ossia senza pagliette a protezione della base dei fiori; la forma è piatta o conica. Diametro dei capolini: 15 – 25 mm.
Fiori.  I fiori sono tetra-ciclici (formati cioè da 4 verticilli: calice – corolla – androceo – gineceo) e pentameri (calice e corolla formati da 5 elementi). Si distinguono in:
- fiori del raggio (esterni): sono femminili e sono disposti su 2 - 3 serie; la forma è ligulata (zigomorfa);
- fiori del disco (centrali): sono più numerosi con forme brevemente tubulose (attinomorfe); sono ermafroditi.

- Formula fiorale:

*/x K {\displaystyle \infty }, [C (5), A (5)], G 2 (infero), achenio
- Calice: i sepali del calice sono ridotti ad una coroncina di squame.

- Corolla: 
  - fiori del raggio: la forma della corolla alla base è più o meno tubulosa-imbutiforme, mentre all'apice è ligulata o filiforme e può terminare con alcuni denti; le corolle sono bianche con sfumature violette;
  - fiori del disco: la forma è tubulare bruscamente divaricata in 5 lobi; i lobi, patenti o eretti, hanno una forma deltata o più o meno lanceolata; il colore è giallo-bruno.

- Androceo: l'androceo è formato da 5 stami sorretti da filamenti generalmente liberi; gli stami sono connati e formano un manicotto circondante lo stilo; le teche (produttrici del polline) alla base sono troncate e sono lievemente auricolate (molto raramente sono speronate o hanno una coda); le appendici apicali delle antere hanno delle forme piatte e lanceolate; il tessuto endoteciale (rivestimento interno dell'antera) è quasi sempre polarizzato (con due superfici distinte: una verso l'esterno e una verso l'interno). Il polline è sferico con un diametro medio di circa 25 micron;  è tricolporato (con tre aperture sia di tipo a fessura che tipo isodiametrica o poro) ed è echinato (con punte sporgenti).[10][13]

- Gineceo: l'ovario è infero uniloculare formato da 2 carpelli.[6] Lo stilo (il recettore del polline) è profondamente bifido (con due stigmi divergenti) e con le linee stigmatiche marginali separate.[14] I due bracci dello stilo hanno una forma più o meno lanceolata, acuta o ottusa e possono essere papillosi o ricoperti da ciuffi di peli.

- Antesi: da luglio a settembre.

Frutti. I frutti sono degli acheni, pelosi sormontati da un pappo molle biancastro con peli tutti della stessa lunghezza e disposti su un'unica serie.

## Biologia
Impollinazione: tramite insetti (impollinazione entomogama tramite farfalle diurne e notturne).

Riproduzione: la fecondazione avviene fondamentalmente tramite l'impollinazione dei fiori.

Dispersione: i semi cadono a terra e vengono dispersi soprattutto da insetti come formiche (disseminazione mirmecoria). Un altro tipo di dispersione è zoocoria: gli uncini delle brattee dell'involucro (se presenti) si agganciano ai peli degli animali di passaggio che portano così i semi anche su lunghe distanze. Inoltre per merito del pappo il vento può trasportare i semi anche per alcuni chilometri (disseminazione anemocora).

## Distribuzione e habitat

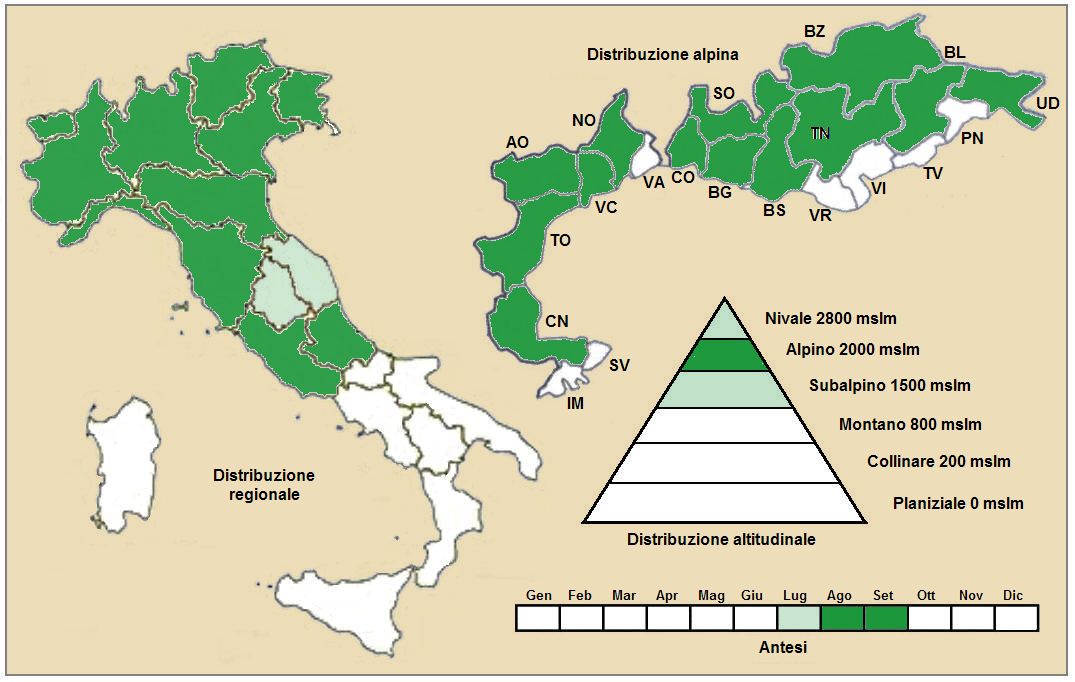
Distribuzione della pianta
(Distribuzione regionale – Distribuzione alpina)

Geoelemento: il tipo corologico (area di origine) è  Artico-Alpino (Circumboreale).
Distribuzione:  in Italia questa specie è presente nelle Alpi e Appennini Settentrionali/Centrali. Oltreconfine, sempre nelle Alpi, è comune ovunque, mentre sugli altri rilievi europei si trova nei Pirenei e nei monti Carpazi. Fuori dall'Europa si trova in Asia (Caucaso, Asia occidentale e in Siberia occidentale).
Habitat: l'habitat tipico sono i pascoli alpini e su creste esposte. Il substrato preferito è sia calcareo che siliceo con pH neutro, terreno a bassi valori nutrizionali che deve essere mediamente secco.
Distribuzione altitudinale: sui rilievi alpini queste piante si possono trovare dai 1.800 fino a 2.800 m s.l.m.; frequentano quindi i seguenti piani vegetazionali: subalpino e alpino. 

## Fitosociologia

### Areale alpino
Dal punto di vista fitosociologico alpino la specie di questa voce appartiene alla seguente comunità vegetale:
Formazione: delle comunità delle praterie rase dei piani subalpino e alpino con dominanza di emicriptofite
Classe: Carici rupestris-Kobresiestea bellardii
Ordine: Oxytropido-Elynetalia
Alleanza: Oxytropido-Elynion

### Areale italiano
Per l'areale completo italiano Crepis rhaetica appartiene alla seguente comunità vegetale:
Macrotipologia: vegetazione casmofitica, glareicola ed epifitica
Classe:  Thlaspietea rotundifolii Br.-Bl., 1948
Ordine:   Drabetalia hoppeanae Zollitsch ex Merxm. & Zollitsch, 1967
Alleanza: Drabion hoppeanae Zollitsch ex Merxm. & Zollitsch, 1967
Descrizione. L'alleanza Drabion hoppeanae è relativa alle comunità dei ghiaioni calcarei e scisto-calcarei delle aree alpine. Questa comunità si sviluppa su detriti criofili di calcescisti o di rocce di diversa natura. I piani interessati sono quelli alpini e nivali. Le specie di questa associazione rappresentano stadi pionieri e spesso lungamente durevoli. In Italia è presente sulle Alpi.
Alcune specie presenti nell'associazione: Draba hoppeana, Draba dolomitica, Artemisia genipi, Campanula cenisia, Saxifraga biflora, Herniaria alpina, Doronicum glaciale, Galium megalospermum, Psilathera ovata, Pritzelago brevicaulis, Draba fladnizensis, Saxifraga rudolphiana, Pedicularis asplenifolia, Gentiana orbicularis, Sesleria ovata, Phyteuma globulariifolium, Crepis rhaetica, Salix serpyllifolia, Erigeron uniflorus e Draba aizoides.
Altre alleanze e associazioni per questa specie sono:
- Oxytropido-Kobresion myosuroidis.

## Sistematica
La famiglia di appartenenza di questa voce (Asteraceae o Compositae, nomen conservandum) probabilmente originaria del Sud America, è la più numerosa del mondo vegetale, comprende oltre 23.000 specie distribuite su 1.535 generi, oppure 22.750 specie e 1.530 generi secondo altre fonti (una delle checklist più aggiornata elenca fino a 1.679 generi). La famiglia attualmente (2021) è divisa in 16 sottofamiglie; la sottofamiglia Asteroideae è una di queste e rappresenta l'evoluzione più recente di tutta la famiglia.
Il genere Erigeron comprendente diverse centinaia di specie una buona parte di origine americana, mentre le altre sono di origine europea (e asiatica) di cui una decina sono proprie della flora italiana.
Attualmente le specie italiane di Erigeron sono divise in tre gruppi:
- (1) Piante annue.
- (2) Piante perenni con fiori dimorfi (esterni raggianti femminili ligulati; interni tubulosi ermafroditi).
- (3) Piante perenni con fiori trimorfi (esterni raggianti femminili ligulati; interni periferici femminili filiformi; interni centrali ermafroditi tubulosi).

 Erigeron uniflorus appartiene al secondo gruppo.

### Filogenesi
Il genere Erigeron è descritto nella sottotribù Conyzinae, una delle quasi 40 sottotribù della tribù Astereae. In base alle ultime ricerche nella tribù sono stati individuati (provvisoriamente) 5 principali lignaggi. Il genere  Erigeron (insieme alla sottotribù Conyzinae) è incluso nel North American lineage.
Alcune analisi di tipo filogenetico hanno diviso la sottotribù Conyzinae in 6 cladi;  Erigeron attualmente è incluso in tutti i cladi  (non risulta quindi monofiletico). Erigeron è suddiviso in una quarantina di sezioni;  Erigeron uniflorus è inclusa nella sezione Erigeron. In questa sezione il portamento è perenne (con rizomi); le foglie sono per lo più basali con forme da oblanceolate a obovate o spatolate; le corolle dei fiori del raggio sono bianche o blu con forme a spirale; gli acheni hanno 2 nervi; il pappo ha 10 - 30 setole. La sezione si articola in tre gruppi: (1) gruppo "North America" con circa 16 specie; (2) gruppo "South America" con circa 9 specie; (3) gruppo "Eurasia" con circa 18 specie tra cui E. uniflorus.
I caratteri distintivi della specie  Erigeron uniflorus sono:
- i fusti hanno un solo capolino;
- la forma delle foglie basali è spatolata bruscamente ristretta nel picciolo;
- l'apice delle brattee involucrali è colorato di lillacino.

Il numero cromosomico delle specie di questa voce è: 2n = 18.

### Variabilità
Questa specie si presenta con una certa variabilità. Le caratteristiche più soggette a variabilità sono:
- habitus: si possono trovare piante più robuste oppure gracili, piante basse oppure con fusto allungato;
- foglie: la forma può essere più spiccatamente spatolata, oppure semplicemente lineare;
- involucro: si può presentare con una pelosità densamente lanosa;
- capolini: possono essere anche molto ridotti rispetto alla norma (specialmente nelle piante gracili).

Sandro Pignatti nella sua “Flora d'Italia” (prima edizione) segnala due varietà (non confermate però nelle checklist più recenti della flora spontanea italiana):
- var. aprutii Vierh.: gli involucri sono sub-glabri; si trova sia nell'Appennino che nelle Alpi;
- var. humilis Graham (indicata attualmente come Erigeron humilis Graham): le foglie basali sono acute, mentre quelle cauline sono lunghe oltre il capolino; l'involucro ha delle brattee viola scuro; si trova al confine con la Svizzera (passo dello Stelvio).

Per questa specie sono riconosciute le seguenti sottospecie:
- Erigeron uniflorus subsp. parnassensis M.J.Y.Foley, 2010 - Distribuzione: Grecia
- Erigeron uniflorus subsp. uniflorus (è la stirpe principale).
- Erigeron uniflorus subsp. vichrenensis  (Pawł.) Kožuharov & N.Andreev, 1992 - Distribuzione: Bulgaria

### Sinonimi
Sono elencati alcuni sinonimi per questa entità:
- Aster uniflorus  (L.) E.H.L.Krause
- Erigeron alpinus var. uniflorus (L.) Griseb.
- Erigeron alpinus subsp. uniflorus (L.) Bonnier & Layens
- Erigeron uniflorus subsp. typicus  Á.Löve

### Specie simili
Una specie molto simile a Erigeron uniflorus è Erigeron glabratus Hoppe & Hornsch. ex Bluff & Fingerh.. Quest'ultimo si distingue in quanto può presentarsi ramificato nella parte apicale (con due capolini) e in genere è meno pubescente.